# Segunda Guerra Zhili-Fengtian
A Segunda Guerra Zhili-Fengtian (chinês simplificado: 第二次直奉战争; chinês tradicional: 第二次直奉戰爭; pinyin: Dì'èrcì Zhífèng Zhànzhēng) de 1924 foi um conflito entre a camarilha fengtiana apoiada pelos japoneses baseada na Manchúria, e a camarilha mais liberal Zhili controlando Pequim e apoiada por interesses comerciais anglo-americanos. A guerra é considerada a mais significativa da era do Senhor da Guerra da China, com o golpe de Pequim pelo senhor da guerra cristão Feng Yuxiang levando à derrota geral da camarilha Zhili. Durante a guerra, as duas camarilhas travaram uma grande batalha perto de Tianjin em outubro de 1924, bem como uma série de escaramuças e cercos menores. Depois, tanto Feng quanto Zhang Zuolin, este último governante da camarilha fengtiana, nomearam Duan Qirui como primeiro-ministro. No sul e centro da China, os chineses mais liberais ficaram consternados com o avanço do Fengtian, e com o vácuo de poder resultante. Seguiu-se uma onda de protestos. A guerra também distraiu os senhores da guerra do norte dos nacionalistas apoiados pelos soviéticos baseados na província de Guangdong, permitindo uma preparação sem obstáculos para a Expedição do Norte (1926-1928), que uniu a China sob a liderança de Chiang Kai-shek.